# 알래스카 대선거구
알래스카 대선거구(영어: Alaska at-large Congressional District)는 알래스카주의 미국 하원 의원을 선출하는 선거구로, 알래스카주가 1959년에 미국의 주가 되면서 생겨났다.  알래스카 대선거구는 미국 최대 규모의 선거구이며, 세계적으로도 단일 의원을 선출하는 선거구로는 러시아 야쿠츠크 선거구, 캐나다 누나 부트 준주 선거구에 이어 세 번째로 큰 선거구이다.
2022년 8월 31일, 같은 해 3월 18일 사망한 돈 영 의원의 후임자를 뽑는 보궐선거에서 민주당 메리 펠톨라가 공화당의 사라 페일린 전 주지사를 상대로 승리했다. 이로서 펠톨라는 1972년 이후 알래스카에서 미국 연방 하원 의원으로 선출된 최초의 민주당원이 되었고, 역사상 최초로 미국 하원에 선출된 알래스카 원주민이 되었다.
2024년 현재 이 지역구는 미국에서 민주당 의원이 대표하는 선거구 중 가장 공화당 성향이 강한 의회 지역구로, 미국 선거 득표 지수는 공화당+8이다.
북위 64°  서경 153°  / 북위 64°  서경 153° 